# Danuta Kopertowska
Danuta Kopertowska (ur. 8 sierpnia 1935 w Lublińcu, zm. 30 grudnia 2010) – polska językoznawczyni, profesor nauk humanistycznych.

## Życiorys
W latach 1956–1961 odbyła studia polonistyczne w Wyższej Szkole Pedagogicznej w Krakowie. Doktoryzowała się w 1967 roku na macierzystej uczelni. Stopień naukowy doktora habilitowanego uzyskała w 1982 na Uniwersytecie Śląskim w Katowicach. Postanowieniem Prezydenta RP z 20 marca 1992 roku otrzymała tytuł naukowy profesora nauk humanistycznych.
W latach 60. była nauczycielką w szkołach podstawowych, średnich i pomaturalnych w Lublińcu. W 1969 roku podjęła pracę w Wyższej Szkole Nauczycielskiej w Kielcach, przekształconej następnie w Wyższą Szkołę Pedagogiczną i Akademię Świętokrzyską. Początkowo była zatrudniona na stanowisku adiunkta, a później docenta, profesora nadzwyczajnego (1992) i od 1996 roku profesora zwyczajnego. Kierowała Pracownią Onomastyki (1976–1986), Zakładem Onomastyki (1986–1988), Zakładem Dialektologii, Leksykologii i Onomastyki (1988–1999) oraz od 2000 roku Pracownią Etnolingwistyki. W pracy naukowej zajmowała się językoznawstwem polskim i słowiańskim.

## Wybrane publikacje
- Toponimia Kielc. Nazwy części miasta i obiektów fizjograficznych oraz nazwy ulic i placów, Warszawa 1976 (wraz z Władysławem Dzikowskim)
- Kieleckie antroponimy XVI i XVII wieku, Kielce 1980
- Nazwy miejscowe województwa kieleckiego. Nazwy miast i wsi, nazwy części miast i wsi oraz nazwy alei, placów, ulic i osiedli mieszkaniowych, Warszawa 1984
- Nazwy osobowe mieszkańców podkieleckich wsi (1565–1694), Wrocław 1988
- Nazwy miejscowe województwa radomskiego. Nazwy miast i wsi, nazwy części miast i wsi oraz nazwy osiedli mieszkaniowych, placów, alei i ulic, Kielce 1994
- Kielce. Historia i współczesność w nazewnictwie, Kielce 2001